# Guerra hanseática-holandesa
La guerra hanseática-holandesa o guerra wenda-holandesa fue un conflicto militar y comercial entre el condado de Holanda y las ciudades wendas de la Liga Hanseática, que tuvo lugar en los mares Báltico y del Norte entre 1438 y 1441. La disputa fue el resultado de las aspiraciones comerciales-marítimas holandesas en el Báltico, siendo considerada en algunos aspectos la continuación de la guerra entre la Liga Hanseática y la Unión de Kalmar, finalizada tres años antes (o al menos estrechamente relacionada con ella desde el punto de vista de la rivalidad neerlandesa-hanseática, cada vez más pronunciada). En consecuencia, también aquí los escandinavos serían una parte integral del conflicto.
En este conflicto, Holanda (con el apoyo de Zelanda) actuaba al margen de los Países Bajos Borgoñones, de los que formaba parte (aunque bajo la potestad del duque de Borgoña), lo cual ayudaría a la larga a afianzar su posición dentro de los territorios neerlandeses y del mar del Norte, una posición que culminaría un siglo y medio después con la creación de las Provincias Unidas bajo su liderazgo. La guerra en sí constaba menos de enfrentamientos armados y más de la imposición de una realidad que ya venía dificultando y obstruyendo el comercio en el Báltico desde años atrás, con los barcos holandeses patrullando el Sund (cosa permitida en el Tratado de Vordingborg) y la flota hanseática controlando el acceso al mar Báltico (habiéndose en tiempos de Margarita I renunciado al castillo de Helsingborg, que había quedado bajo su control en el mismo tratado). La competencia entre comerciantes hanseáticos y holandeses por los derechos de comercio en Livonia se hizo cada vez más patente, dificultando sobremanera el comercio marítimo en el Báltico. Los holandeses, al verse limitados por el control hanseático, contrataban a corsarios contra los barcos mercantes alemanes.
El conflicto fue el «último clavo en el ataúd» del reinado de Erico de Pomerania sobre la Unión de Kalmar, después de años debilitado desde la mencionada guerra contra la Liga Hanseática y Holstein. Los daneses, a pesar del tratado de 1435, seguían oponiéndose a las pretensiones hanseáticas, apoyando a los holandeses, y Erico, en un último intento de mantenerse en el trono y derrotar a sus rivales del sur, ofreció a la nobleza holandesa y al duque de Borgoña Felipe el Bueno una alianza. Cuando Erico fue forzado a renunciar el trono en 1440, el nuevo rey, Cristóbal de Baviera, al que le interesaba, al menos en un principio, la estabilidad de la región más que la rivalidad con la Hansa, negoció una resolución práctica que culminó con la firma de la Paz de Copenhague en 1441. A veces se considera el resultado del conflicto también el principio (aunque muy temprano) del declive de la Liga Hanseática, pues a partir de él quedó perjudicado su monopolio en el Báltico.
Existen discrepancias entre algunas de las fuentes que tratan sobre este conflicto, con los autores neerlandeses más propensos a justificar la causa holandesa y distinguir entre las actividades corsarias y las operaciones de los buques condales propiamente dichos, mientras que otros consideran la campaña holandesa en un principio parte de una amplia guerra corsaria lanzada por estos.

## Antecedentes
A comienzos del siglo XV, las aspiraciones holandesas en el mar Báltico, sobre todo el comercio en los puertos escandinavos y del este Báltico (Livonia), ya habían quedado patentes. La Liga Hanseática había establecido unas rutas comerciales muy lucrativas entre el Báltico y el mar del Norte (y más allá), logrando un monopolio que generaba conflictos regionales con sus vecinos del norte y del oeste. Especialmente destacaba el comercio del arenque, la sal, la turba y la grasa de ballena, entre otros productos.

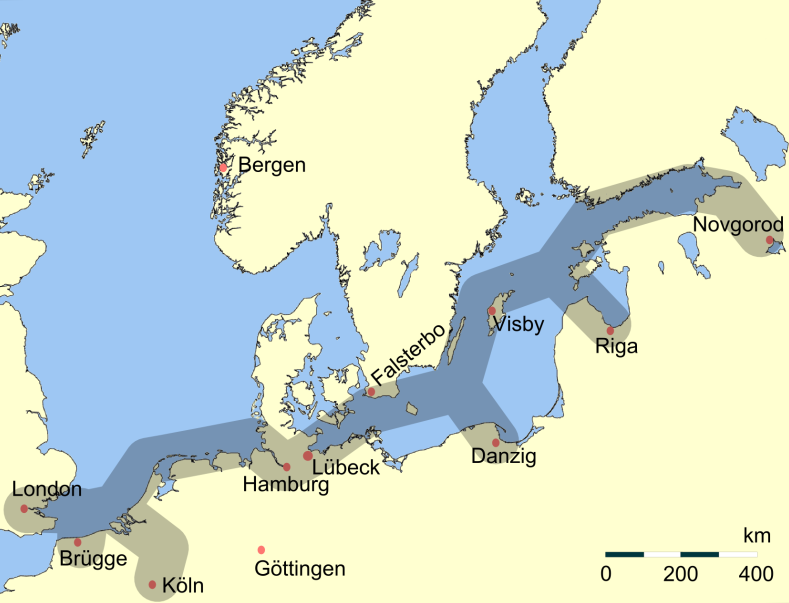
Principales rutas del comercio de la Liga Hanseática en su apogeo.

Con el fin de limitar la influencia hanseática en la región, los monarcas escandinavos apoyaban las actividades comerciales de holandeses e ingleses en sus puertos, a los que consideraban de menor riesgo para sus intereses (al no ser oriundos del Báltico) y más beneficiosos por ser competencia de las ciudades alemanas. Algunos historiadores hasta han especulado con que las intenciones de Holanda en el Báltico por aquel entonces no eran tan pronunciadas, pero el apoyo «proactivo» por parte de la Unión de Kalmar hacía cada vez más atractivo para ellos este destino, hasta que llegaron a suponer el rival más importante de los hanseáticos en la región (y puede incluso que fuera el germen de la expansión marítima neerlandesa en siglos posteriores hasta convertirse en una potencia marítima).

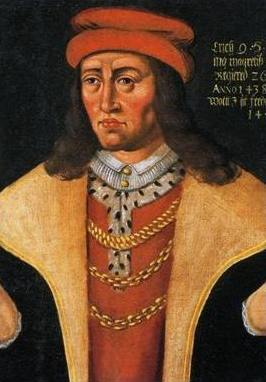
Erico de Pomerania

Desde la Paz de Vordingborg que puso fin a la anterior guerra, los comerciantes holandeses buscaban formas de evitar la obligación de pagar por el derecho de emporio, que era la única forma que la Hansa les dejaba comerciar en el Báltico. A este fin, los Umlandfahrer (comerciantes del Báltico originarios de países costeros del mar del Norte, especialmente ingleses y neerlandeses), en paralelo a la táctica de apoyarse en los corsarios que acaparaban la atención de la flota de guerra hanseática, se organizaban en empresas que recibían el respaldo de sus monarcas o gobernantes, como la Compañía de Mercaderes Aventureros de Londres en el caso de Inglaterra (si bien los ingleses pasarían a ser rival a partir de 1435 en el marco de la guerra de los Cien Años). Estas acciones socavaron el monopolio comercial de los hanseáticos y les causaron pérdidas económicas.
Si bien, el mayor avalador de las aspiraciones holandesas seguía siendo la monarquía escandinava. Ya en 1422 las ciudades wendas operaban contra barcos mercantes holandeses apoyados por Erico, con el argumento que el rey danés podría usar militarmente estos barcos y sus tripulaciones en su contra. La guerra de la Liga contra Dinamarca —lanzada por los hanseáticos a raíz de estas acciones y por la instauración de los peajes del Sund por Erico— no había terminado bien para los daneses, con la Hansa wenda y pomerana restableciendo sus privilegios en el Báltico. No obstante, la presencia neerlandesa, permitida en el tratado de paz bajo condiciones, ya era un hecho, y en los años siguientes a la guerra los holandeses lograron ampliar su posición en la región. Así las cosas, en 1436 los hanseáticos, que se habían asegurado una exención del pago de los peajes (al que los holandeses sí estaban obligados por exigencia de los amotinados suecos en el Tratado de Estocolmo de 1435), cortaron las relaciones comerciales con Holanda y Flandes (restringiendo a sus barcos la navegación hacia estos destinos). La frenética actividad diplomática que tuvo lugar durante ese tiempo por correspondencia no dio resultados, a pesar de intentos como las negociaciones de paz de 1437 en Deventer entre Lübeck y Holanda.

## La contienda

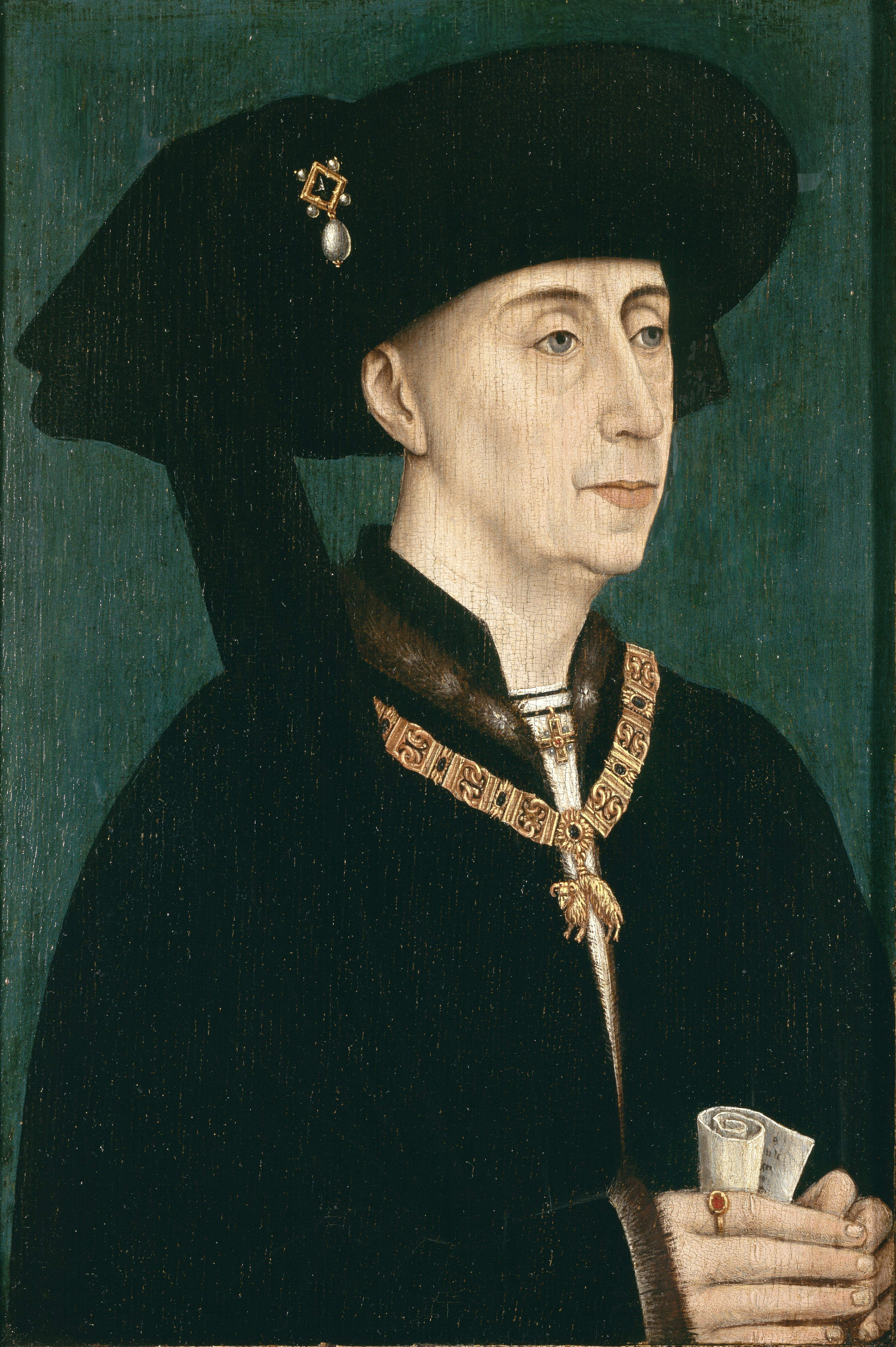
Felipe el Bueno

A comienzos de 1438 ya soplaban de nuevo vientos de guerra. Con todas sus aspiraciones marítimas, Holanda no era aún lo suficientemente fuerte en el mar como para entrar en combate abierto con la dominante Liga Hanseática, con lo que el 7 de abril, el duque de Borgoña Felipe el Bueno (conocido como el gran duque de Occidente) dio su visto bueno para que los holandeses emprendieran una guerra corsaria contra los alemanes, a saber, las seis flotas wendas (de Hamburgo, Lübeck, Luneburgo, Greifswald, Stettin y Anklam) y la del duque de Holstein. Una semana después, el Hof van Holland (Consejo General de Holanda) declaró que Felipe había dado su aprobación a una movilización de la armada holandesa, y el día 23 la Liga Hanseática informó a sus ciudades de una guerra inminente, e interrumpió la navegación primero hacia Holanda y Zelanda (aconsejando a sus barcos atracar en puertos de Flandes, que favorecía el trato con la Hansa sobre los conflictos internos), y luego hacia Flandes también.

Lo mismo que en la anterior guerra, y con las tensiones dentro de la Hansa perdurando desde entonces, las ciudades wendas (el núcleo de la Liga) tampoco recibieron apoyo de la «periferia hanseática» en este conflicto. A pesar de las reiteradas peticiones de Lübeck, las ciudades de la región del Báltico oriental —la llamada Hansa livonia y prusiana— gestionadas por el Estado teutónico (que hacía años que iba por libre en algunos asuntos, como en Gotlandia), rechazaron unirse al esfuerzo bélico. Desde que estas, al no apoyar las acciones de la Liga contra Erico de Pomerania, quedaran fuera del Tratado de Vordingborg (es decir, que no estaban exentas del pago de los peajes del Sund, como sí lo estaban las ciudades wendas y pomeranas), sus intereses se alejaban cada vez más de los intereses de Lübeck y su esfera de influencia, sobre todo con respecto al bloqueo hanseático de las embarcaciones holandesas que querían comerciar directamente con Livonia (un bloqueo que suponía un perjuicio económico para las ciudades del este, a las que no se consultó esta vez tampoco, y que no se vieron recompensadas por sus socios de la Hansa). También ciudades del Rin hanseático, al oeste (Westfalia), se mostraban poco dispuestas a detener su comercio con sus homólogos del Waal. Y por si fuera poco, en vísperas de la guerra el duque de Borgoña había prometido un salvoconducto a toda ciudad hanseática que aceptara mantenerse neutral y quisiera seguir atracando en puertos neerlandeses.

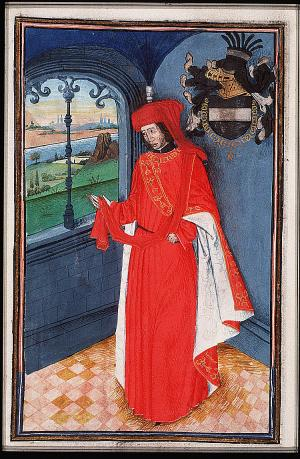
Enrique de Borssele

Por su parte, también en Holanda hubo territorios opuestos a la guerra. El 16 de mayo, el Consejo ordenó que todos los grandes barcos en los puertos holandeses y zelandeses se preparasen para unirse a la flota en un plazo de dos semanas, pero algunas ciudades (principalmente las costeras del «Zuiderzee» y del río Rin/Waal) no se mostraban muy entusiasmadas o incluso dispuestas a acatar la orden. Dordrecht, por ejemplo, se beneficiaba en gran medida del comercio fluvial con las ciudades alemanas (su principal actividad económica), por lo que se negó a prestar sus barcos para la campaña. El duque de Borgoña, por aquel entonces, quien llevaba gobernando el condado de Holanda dentro del conjunto de sus territorios desde 1433, aún no gozaba de la máxima autoridad ni ejercía el monopolio de la violencia en una región cuya nobleza seguía teniendo vasta influencia (y la tendría por muchas décadas más). Aunque se buscaba la aprobación de Felipe, pues con ella se confería una legitimidad institucional a las operaciones navales, lo cierto es que las decisiones se tomaban por los nobles y por las propias ciudades, también cuando estas no coincidían con las intenciones de su nuevo señor. Los flamencos, por ejemplo, se beneficiaban de sus buenas relaciones con la Liga Hanseática, siendo sus puertos un importante destino de los comerciantes alemanes, especialmente el de Brujas, que tenía una importante oficina comercial hanseática (el kontor de Brujas). Los Vier Leden de Flandes —Gante, Ypres, Brujas y el Franconado de Brujas— hicieron esfuerzos para garantizar el libre paso de los barcos hanseáticos a Brujas y a Esclusa, pero sin éxito, después de fracasar sus intentos de mediación entre Holanda y las ciudades wendas.
En todo caso, los esfuerzos combinados del duque, el Consejo y la nobleza de Holanda y Zelanda hicieron posible reunir una flota de más de un centenar de barcos (la mitad de ellos grandes) bajo el mando de Enrique de Borssele, conde de Grandpré. Según algunas fuentes más de 80 galeras fueron armadas y abastecidas durante las siguientes semanas, mientras que otras fuentes indican que al no poder reunir más de pocas decenas de barcos, la mayor parte de las embarcaciones (se ha citado una cifra de 79) fueron construidas entre mayo y junio con gran empeño de la ciudadanía. Fuentes neerlandesas han calificado la flota como una «propiamente holandesa» (es decir, al margen del corso, descrito como «actividad de particulares» e «iniciativa privada» fuera del control del Consejo); si bien, aunque estos barcos no operaban bajo patente de corso sino como flota propia, dado la composición de su tripulación (sin duda en gran medida formada por corsarios), e incluso de su mando (véase a continuación), se considera en distintas fuentes como parte de la guerra corsaria en el sentido más amplio.

### Operaciones de la flota holandesa
La flota zarpó de Róterdam hacia finales de mayo en dirección sur, llevando a cabo lo que terminaría por ser la primera acción combativa de la guerra. Por aquel entonces, la costa francesa era un destino común de los barcos mercantes hanseáticos (de hecho, había llegado a ser su destino principal de la exportación de sal). El 31 de mayo, los holandeses llegaron hasta Bretaña, donde avistaron cerca de Brest (Finisterre) un grupo de 22 o 23 (según qué fuente) barcos prusianos de transporte de sal, defendidos por once barcos de guerra hanseáticos. No se sabe si estos habían acompañado la flotilla mercante desde el Báltico o si estaban destinados allí para asegurar el comercio de la Hansa en la región, pero en todo caso se retiraron hacia la rada de Brest cuando apareció la flota corsaria, posiblemente esperando que los prusianos les siguieran (probablemente quien estuvo al mando de la flota wenda no conocía el compromiso de Felipe el Bueno con las ciudades neutrales). Es posible incluso que los prusianos hubieran avisado a los holandeses de su ubicación y les estaban esperando, tras lo cual les siguieron hacia la costa zelandesa, donde el 22 de junio, desacatando las órdenes de De Borssele (quien el 22 de marzo había ratificado el salvoconducto del duque de Borgoña) y desoyendo sus protestas, los holandeses atacaron los barcos y se apoderaron de ellos y de sus mercancías. 
Algunos autores alegan que la poca claridad que hubo sobre qué ciudades de la Hansa quedaban al margen del conflicto conducía a la confusión y contribuía a la intensificación de la guerra corsaria, con la reiterada captura de buques mercantes no solo hanseáticos, sino también ingleses, franceses y castellanos a lo largo de gran parte de la costa este del mar del Norte y del canal de La Mancha. Felipe el Bueno intentó mantener la situación bajo control, emitiendo a comienzos de 1439 un decreto que solo permitía el corso con el permiso de las ciudades de Frisia Occidental, ratificado por el castellano mayor de Medemblik, pero el duque carecía de recursos para hacer cumplir este decreto. El nombramiento el 25 de mayo de 1439 de dos capitanes corsarios de Ámsterdam, llamados Claes die Grebber y Aernt Jacobsz, al mando de la flota holandesa resultó igual de inútil. De hecho, agudizó todavía más la percepción sobre la naturaleza corsaria de la fuerza naval neerlandesa. Cuando se confirmaron las noticias de que también estaban capturando a barcos de pesca flamencos, Felipe prohibió a todos los barcos armados zarpar hasta el 1 de marzo de 1440 con el fin de recuperar el control sobre la situación, pero esta prohibición tampoco se cumplió. 
Otros argumentan que los holandeses se habían negado a aceptar la neutralidad de las ciudades teutónicas por temor que la Hansa mantuviera sus actividades comerciales en plena guerra con el litoral neerlandés usando barcos procedentes de estas ciudades. Sin embargo, la mayoría de autores han considerado el ataque una acción de mala fe que desautorizaba a Felipe (cosa posible teniendo en cuenta la proporción de corsarios en la flota). Sea como fuere, las ciudades hanseáticas neutrales pidieron indemnizaciones a los holandeses pero, a pesar de su indignación, no se unieron a la causa de Lübeck. Más bien lo contrario, confiscaron las propiedades de las ciudades wendas en Prusia por descontento con las medidas de bloqueo en el estrecho del Sund. Además, volvieron a reiterar su neutralidad hacia los holandeses y se abstuvieron de navegar a través del estrecho. A su vez, la piratería en el mar del Norte cesaría solo cuando el comercio en el mar del Norte quedaba prácticamente paralizado (con lo que no hubo barcos que atacar y capturar).

### Alianzas y disputas por el poder en Dinamarca

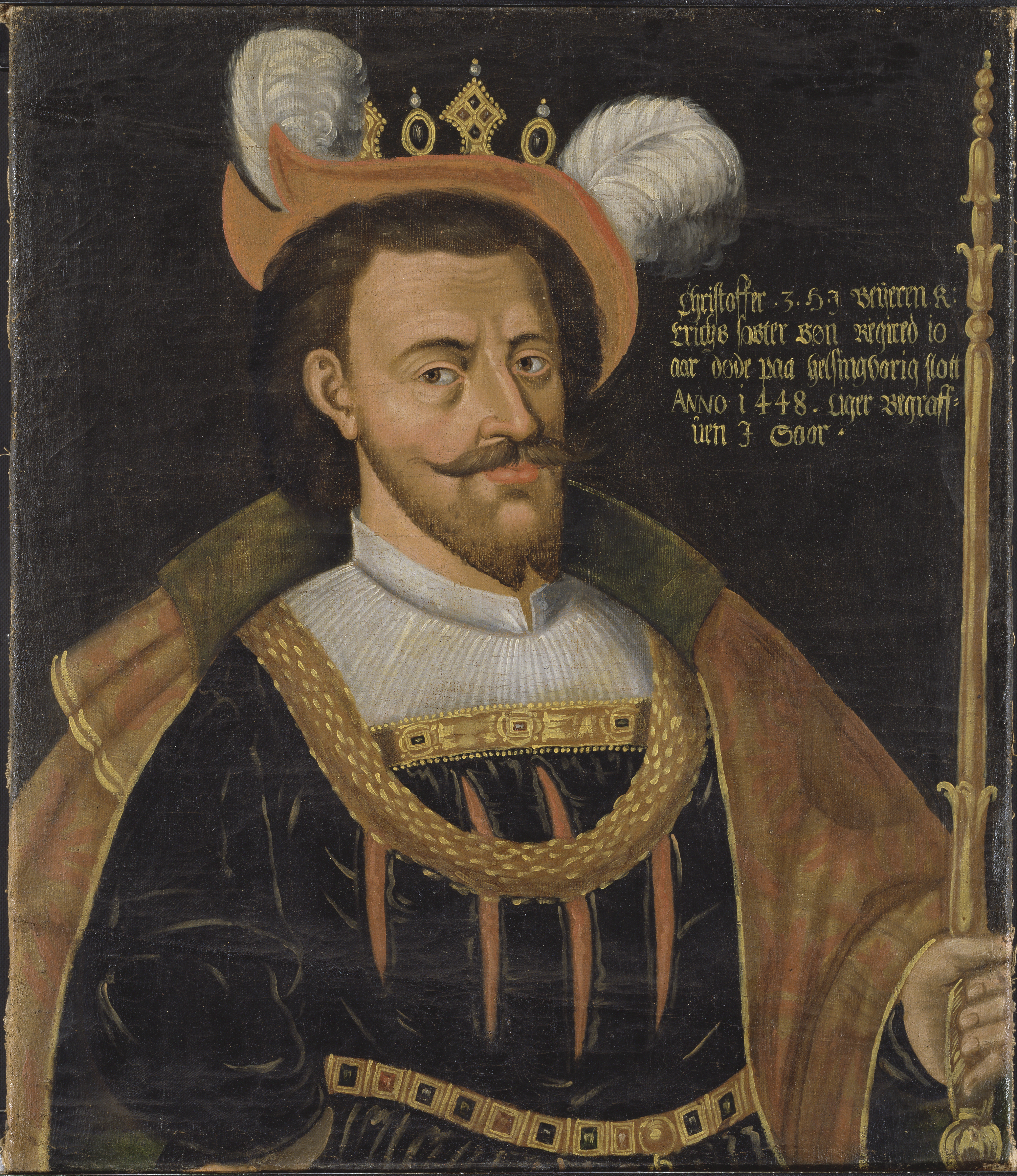
Cristóbal de Baviera

Después de meses sin cambio en la situación, en la primavera de 1439 comenzó una guerra de corsarios por parte de ambos bandos, sobre todo en torno al Sund. Tanto unos como otros buscaban capturar los barcos mercantes enemigos mientras protegiendo a sus propios de ataques similares. Al mismo tiempo, con un Erico debilitado ya desde las condiciones pactadas en la Paz de Vordingborg, el nuevo pretendiente al trono danés Cristóbal de Baviera, hijo de la hermana de Erico, Catalina de Pomerania, en un intento de rebajar las tensiones viajó a Lübeck, donde obtuvo el apoyo de las ciudades wendas a sus pretensiones, comprometiéndose a tomar medidas contra Holanda, abolir los peajes de Sund y ratificar los privilegios de la Liga Hanseática.
En el verano de ese año, la flota holandesa partió hacia el estrecho del Sund para apoyar a Erico en su disputa con Cristóbal; su objetivo fue asegurar desde su base de operaciones en Marstrand, al norte de Kattegat, el acceso norte al Sund en su paso más estrecho, a saber, entre Elsinor y Helsingborg. Erico había logrado hacerse con el control de ambos lados del paso (entre la fortaleza que él mismo había levantado en Elsinor dos décadas antes y el castillo en el lado peninsular), pagando a sus ocupantes a tal fin. Aunque no tomó ninguna otra medida para asegurar el paso, los holandeses lograron obstruir el comercio en varias rutas hanseáticas, como la de Hamburgo hacia el mar Báltico (el Elba tiene su estuario en el mar del Norte) y la de Lübeck hacia Bergen (puerto de destino importante de la Hansa en Escandinavia). Las actividades corsarias tampoco cesaron, e incluso se intensificaron en las costas del mar del Norte, sobre todo las de Francia, ahora ya más por los botines incautados que como táctica militar coherente.
A pesar de los esfuerzos holandeses, en 1440 Erico fue forzado a renunciar el trono y, en efecto, ya con Cristóbal al frente de la Unión de Kalmar, el estrecho quedó cerrado para los holandeses. En julio de ese año, los holandeses armaron una nueva flota de 16 barcos con una tripulación en su mayor parte corsaria para intentar compensar su pérdida en la puja por el poder escandinavo, con la bendición de Felipe el Bueno. Al parecer lograron ocupar las dos mencionadas ciudades y sus castillos y reabrir el estrecho, antes de reagruparse en Marstrand. Hacia finales del mes, una flota de 35 barcos wendos apoyados por el nuevo rey danés logró recuperar ambas plazas, si bien los holandeses fueron advertidos a tiempo y lograron retirarse hacia el oeste antes de ser atacados. Según algunas fuentes, fue el mismo Cristóbal quien les avisó, pues la toma de Elsinor formaría parte de sus planes de recuperar el control de toda Dinamarca, pero al mismo tiempo quería evitar que las ciudades wendas se volvieran demasiado poderosas.

### Últimos meses del conflicto
Hacia finales del año la Hansa estaba preparada para hablar de un alto el fuego, esta vez a nivel de la Hansetag (es decir, con la participación o representación de todos los miembros de la Hansa, sin excepción, a diferencia de muchas de las decisiones anteriores tomadas por las ciudades wendas al margen de la Dieta Hanseática). El 24 de diciembre, Lübeck convocó la asamblea de la Dieta para que se reuniera en un plazo de tres meses (lo habitual) para discutir los términos de las negociaciones de paz. La asamblea se reunió el 12 de marzo de 1441 bajo un ambiente de máxima tensión por las noticias llegadas del oeste.
Al parecer, en las semanas anteriores, una quincena de barcos fuertemente armados (no se menciona su naturaleza, pero por la descripción de sus acciones cabe suponer que eran corsarios) navegaron el Elba, donde un gran número de barcos mercantes en su ruta hacia y desde Hamburgo fueron quemados o capturados. Poco después repitieron estas acciones en el Weser, atacando embarcaciones en su camino desde y hacia Bremen. Otras ciudades wendas también se veían amenazadas. Al mismo tiempo hubo noticias de una flota de 45 barcos neerlandeses —20 holandeses y 25 zelandeses— que estaban amenazando los puertos de sal hanseáticos en la costa oeste francesa. Es muy posible que las acciones de estos últimos se debieran a un intento de mejorar su posición en las futuras negociaciones de armisticio, pero las noticias hicieron que por primera vez las ciudades neutrales no quisieran proceder con las negociaciones por temor por su futuro. Sin embargo, parece que esta vez, para Lübeck y Hamburgo la situación ya había alcanzado el punto de agotamiento, y estas aceptaron la propuesta holandesa de iniciar negociaciones de paz en Copenhague el próximo verano.

## Tratado de Copenhague

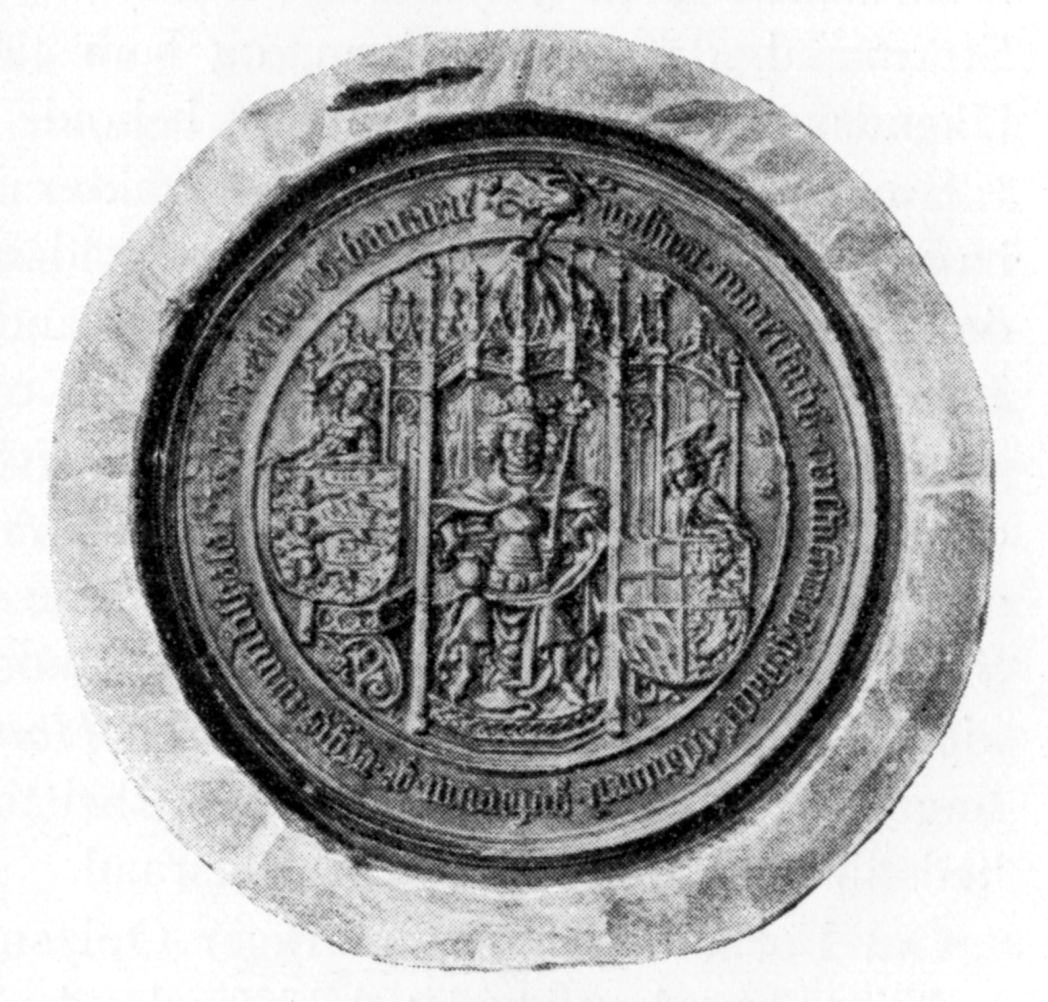
El sello de Cristóbal de Baviera fue usado por primera vez siendo endosatario del Tratado de Copenhague.

En septiembre de 1441, Cristóbal (ahora conocido como Cristóbal III de Dinamarca) logró un pacto entre los bandos que puso fin a la guerra corsaria que paralizaba el movimiento de barcos en el Báltico. Este acuerdo no establece un claro vencedor en la guerra, pues, aunque el nuevo rey danés estuviera en teoría alineado con la Liga Hanseática, favorecía la reconciliación y una solución práctica al conflicto. El documento tenía vigencia de diez años, y fue firmado por el concejal y futuro alcalde de Lübeck, Johann Lüneburg, de parte de los hanseáticos, y por el representante de los estamentos de Holanda y Zelanda (predecesores de los Estados), de parte de los neerlandeses.
Materialmente, el tratado favoreció a la Liga Hanseática, pues entre sus términos, los holandeses fueron obligados a compensar económicamente a las ciudades wendas por los daños causados (que las fuentes describen como «alto coste de reparaciones»), y a devolver o reemplazar los 23 barcos capturados a la Hansa teutónica (las ciudades hanseáticas prusianas y livonias). Una fuente menciona el precio de 9000 libras flamencas, que puede que correspondiera al valor de la mercancía confiscada de esos barcos. Además, tuvieron que pagar una cantidad de 5000 florines al rey danés. Sin embargo, a largo plazo el beneficiario del tratado sería Holanda y, por extensión, los Países Bajos. Las ciudades wendas tuvieron que garantizar a los holandeses la mutua libertad de movimiento en el Báltico y levantar todas las medidas restrictivas. El rey danés hasta concedió a los comerciantes holandeses los mismos privilegios en Dinamarca de los que gozaban los comerciantes hanseáticos. Los 5000 florines pagados al rey parecen haber sido el precio por la concesión del paso libre a través del estrecho.
Como consecuencia, la Liga Hanseática vio socavada su posición de monopolio en el Báltico. Algunos historiadores consideran que hubo un engaño intencionado por parte de Cristóbal cuando hizo sus promesas a los hanseáticos durante la visita a Lübeck, pues las condiciones finales del tratado sin duda habrían sido rechazadas y las ciudades wendas no habrían apoyado su pretensión al trono. Incluso se ha sugerido que Lüneburg fue invitado a Copenhague bajo falso pretexto sin conocer los pormenores del texto (ya estando allí, no estaba en posición de rechazarlo), a pesar de que, al parecer, la delegación hanseática llegó a Copenhague ya en junio, unos dos meses antes de la delegación holandesa (que no hizo acto de presencia hasta mediados de agosto). Dos semanas después se firmó el armisticio.
En consecuencia, las rivalidades tradicionales entre daneses y hanseáticos seguían siendo las mismas. Los peajes del Sund no se abolieron (de hecho, estos peajes se convertirían en uno de los principales medios de ingresos de Dinamarca a lo largo de los siglos), ni las ciudades wendas seguirían exentas de ellos por mucho tiempo más. La pérdida del monopolio en el Báltico fue el comienzo del fin de la Hansa, que se había fundado precisamente para asegurar la supremacía de sus miembros en el Báltico (no siendo una entidad política cohesiva, sino una alianza de territorios). Aun así, la Liga seguiría siendo un poder en el comercio noreuropeo en el próximo siglo, sobre todo en industrias como las exportaciones de sal desde la antigua ruta hacia el oeste, aprovechando el canal de Stecknitz (inaugurado en 1398).

## Posguerra y consecuencias
Como era de esperar, ya poco después de la entrada en vigor del tratado se reanudaron las tensiones entre los territorios neerlandeses y la Liga Hanseática, esta vez siendo Bremen el enfoque de las hostilidades. La principal ciudad de la llamada Hansa sajona, que se había mantenido neutral en la guerra, acostumbrada a redadas corsarias sobre todo por parte de los Hermanos de las vituallas, ya había sido objeto de las acciones corsarias de principios de 1441, y tras la firma del tratado parece haber sufrido en gran medida las consecuencias de la expansión del comercio neerlandés. Con lo que el 24 de julio de 1442, la capital del Weser declaró la guerra a Holanda, Zelanda, Frisia Occidental y Flandes.
Un mes después, Felipe el Bueno, ahora más fortalecido a la cabeza de una potencia comercial noreuropea, dio permiso a Ámsterdam para equipar una flota, dando comienzo a una guerra de baja potencia que duraría cuatro años e incluiría a Bremen, Harderwijk (antaño de las ciudades más importantes de la Hansa holandesa) y la región de Zuiderzee. La operación más destacada de esa guerra, que no tendría buenos resultados para los holandeses, sería la captura en 1443 por el corsario bremense Grote Gherd de trece barcos, principalmente zelandeses, cerca del Sund. La guerra terminaría en 1446 con el Tratado de Harderwijk. Una década después se abriría otro conflicto, esta vez entre Ámsterdam y Danzig.

#### Política interna neerlandesa
Dentro de los Países Bajos Borgoñones, la guerra fortaleció la posición de Enrique de Borssele como valido de Felipe. Borssele coincidía en el tiempo con un familiar lejano suyo, Franco de Borssele (ambos de la misma casa nobiliaria franco-zelandesa, pero de ramas distintas). Franco fue estatúder de Holanda y Zelanda, su «gran capitán general» y uno de los gestores financieros más destacado de los condados borgoñones. Fue el último de cuatro maridos de Jacqueline de Baviera, señora de Frisia y última condesa independiente de Henao, Holanda y Zelanda (hasta su incorporación a las tierras de Felipe el Bueno en 1433; aun así, se seguiría refiriendo a los jefes de la nobleza holandesa como «condes de Holanda y Frisia Occidental»). En 1445, tanto Enrique como Franco de Borssele serían nombrados caballeros de la orden del Toisón de Oro por Felipe (fundador de la orden).